# La Traversée du Zanskar
Pour plus de détails, voir Fiche technique et Distribution.
La Traversée du Zanskar (Journey from Zanskar) est un documentaire américain de 2010, produit et réalisé par Frederick Marx, sorti en France 2011. Il a été produit par Warrior Films, la société de production à but non lucratif de Frederick Marx.

## Synopsis
A la demande du Dalaï Lama, pour contribuer à sauver la culture tibétaine, et au péril de leur vie, deux moines tibétains traversent l'Himalaya pour emmener 17 enfants pauvres jusqu’aux écoles tibétaines en Inde. Quittant un des endroits les plus reculés et désolés de la planète – le Zanskar, dans le nord-ouest de l'Inde – le groupe doit franchir à pied des cols himalayens de plus de 5.000 mètres. Les deux moines servant de guides ont parcouru ce même chemin il y a 30 ans, lorsqu'ils étaient enfants. Narré par la voix de Richard Gere, le film raconte l'histoire de ce voyage.

## Fiche technique
- Titre original : Journey from Zanskar

- Production : Frederick Marx, et Amber Dodson, productrice associée

- Scénario : Frederick Marx

- Image : Nick Sherman
- Musique : Michael Fitzpatrick et Adam Schiff
- Montage : Joanna Kiernan et Frederick Marx
- Assistants Montage : George Aprea, Jeffrey Schneider, Corey Trench
- Gestion de la production : Tchavdar Georgiev, superviseur post-production
- Son : Alex Wilmer
- Animation : Ray Wiggins
- Autre postes : 
  - Timothy A. Bennett ,transcripteur
  - Airrion Copeland, réservations
  - Harold De Jesus, titrage
  - Stephen Fromkin, producteur titrage
  - Marcel Valcarce, concepteur titrage
  - François Vila, attaché de press
- Production et distribution (USA) : Warrior Films
- Distribution (France) : Jupiter Films
- Date de sortie :
  - France : 19 janvier 2011

## Distribution
- Dalaï-Lama : lui-même
- Geshe Lobsang Yonten : lui-même
- Lobsang Dhamchoe : lui-même
- Richard Gere : le narrateur (voix)

## Accueil et Critiques
Le site Rotten Tomatoes lui attribue un score positif de 71% chez les spectateurs, le site Metacritic lui attribue un score positif de 65%. Rachel Saltz du New York Times juge le film « une histoire plus douce-amère qu'un documentaire convaincant ». Frederic et Mary Ann Brussat  du site Spiritualité et Pratique indiquent : « À nos yeux, ces deux moines sont des héros compatissants dont les bonnes œuvres ont profité à de nombreux enfants et familles du Zanskar. Et ils viennent juste de commencer leur quête pour améliorer l'éducation des jeunes bouddhistes tibétains. »  Pour sa part, Chuck Bowen de Slant Magazine note : « Voyage au Zanskar a été fait avec une intelligence, un bon sens, et une décence inhabituels ». Jean-Luc Douin du journal Français Le Monde indique : « Producteur et réalisateur américain indépendant réputé, préoccupé par le sort des communautés défavorisées et des gens en souffrance, Frederick Marx a filmé ce périple de quinze jours, 290 km de l'Himalaya à Manali, à pied et à cheval. » 

## Distinctions
- Prix du « Meilleur Documentaire » à l'European Spiritual Film Festival, France, Mars 2011 [8]
- « Prix Spécial du Jury pour la création de ponts entre les cultures » (Special Jury Award for Bridging Cultures), à l'Arizona International Film Festival, USA, Avril 2011

## Festivals
- Première : Boulder International Film Festival, USA, Février 2010 [9]
- Big Sky International Film Festival, Missoula, Montana, USA, Février 2010
- Doc Edge Film Festival, Auckland and Wellington, Nouvelle Zélande, Mars 2010 [10]
- Cleveland International Film Festival, USA, Mars 2010 [11]
- New Jersey International Film Festival, USA, 2010
- Ischia International Film Festival, Sicile, Italie, Juillet 2010 [12]
- Sun Valley Spiritual Film Festival, USA, Septembre 2010
- Woodstock Film Festival, USA, Octobre 2010
- Mill Valley International Film Festival, USA, Octobre 2010
- International College Peace Film Festival, Séoul, Corée du Sud, Octobre 2010
- Troisième I Film Festival, San Francisco, Californie, USA, Novembre 2010
- Artivist Film Festival, Losa Angeles, Californie, Décembre 2010
- Sonoma International Film Festival, USA, Avril 2011
- Florida International Film Festival, USA, Avril 2011 [13]
- Sedona International Film Festival, USA, Mars 2011